# Kalimantan Occidental
Kalimantan Occidental o Borneo Occidental (en indonesi Kalimantan Barat, de vegades abreujat Kalbar) és una província d'Indonèsia situada a l'illa de Borneo. S'estén entre 108° i 114° de longitud est i entre 2° 6' de latitud nord i 3° 5' de latitud sud. Per tant, és travessada gairebé pel mig per l'equador. Limita a l'oest amb el mar de la Xina Meridional, a l'est amb les províncies de Kalimantan Central i Kalimantan Oriental, i al nord amb la frontera internacional amb Malàisia.
La superfície de la província és de 147.037,04 km². La seva població era de 5,56 millions d'habitants el 2023. La seva capital i ciutat més gran és Pontianak.

## Divisions administratives
La província està formada per dotze kabupaten:
- Bengkayang (Bengkayang)

- Kapuas Hulu (Putussibau)

- Kayong del Nord (Sukadana)

- Ketapang (Ketapang)

- Kubu Raya (Sungai Raya)

- Landak (Ngabang)

- Melawi (Nanga Pinoh)

- Pontianak (Mempawah)

- Sambas (Sambas)

- Sanggau (Sanggau)

- Sekadau (Sekadau)

- Sintang (Sintang)

i dos kota:
- Pontianak

- Singkawang

## Població

### Informació general
Els principals grups de la província són els malais, els diaks i els xinesos. La presència d'aquest darrer es remunta a finals del segle XVIII, quan els xinesos van començar a interessar-se per l'or a l'interior. Aquests xinesos són principalment de Teochew, els més nombrosos, i d'origen hakka. Les comunitats més grans es troben a Singkawang, a uns 250 km al nord de Pontianak, la capital provincial, on els xinesos són el 43% de la població de la ciutat (151.600 habitants el 2004), i a Pontianak, on constitueixen aproximadament uns 24 % de la població (464.500 habitants l'any 2004).
També hi ha fortes minories de transmigrants maduresos i javanesos.

### Religió
|                  | Quantitat | %      |
| ---------------- | --------- | ------ |
| islam            | 3.359.978 | 60,46% |
| El catolicisme   | 1.227.718 | 22,09% |
| protestantisme   | 648.321   | 11,67% |
| budisme          | 301.196   | 5,42%  |
| El confucianisme | 16.496    | 0,30%  |
| Altres           | 3.568     | 0,07%  |

## Personalitats vinculades a la província
- Agustinus Agus, arquebisbe de Pontianak des de 2014.

## Història
El regne de Sukadana, el nom del qual roman en el de diversos kecamatan (districtes) de la província, està documentat des del segle XIV. El Nagarakertagama, un poema èpic escrit el 1365 al regne javanès de Majapahit, l'esmenta de fet entre els aproximadament cent regions tributàries del Regne. En realitat, el territori controlat per Majapahit només s'estenia per una part de Java oriental i central. Les regions tributàries eren de fet llocs comercials que formaven una xarxa comercial de la qual Majapahit era el centre.
Amb l'auge, al segle xv, des del Soldanat de Malaca com a principal port del sud-est asiàtic, l'islam es va estendre a les costes de Borneo. A la dècada de 1620, Sukadana era vassall del principat de Surabaya a Java oriental.
El 1771 un aventurer àrab, Syarif Abdul Rahman Al Kadri, atret pels rumors sobre l'existència de mines de diamants a la regió, va fundar Pontianak al lloc d'un antic lloc comercial marítim. Es va aliar amb la VOC (Vereenigde Oostindische Compagnie o Companyia Holandesa de les Índies Orientals), que el va reconèixer com a sultà de Pontianak el 1779.
Poc després de la fundació del sultanat, el 1775, els xinesos van fundar un kongsi (associació econòmica) per explotar l'or a l'interior.
A principis del segle xix, l'oest de Borneo ha marcat per la rivalitat entre els anglesos i els holandesos. Els holandesos van signar tractats amb els diferents estats costaners, inclòs el sultanat de Pontianak. Aquest interès holandès per la regió va trobar la resistència dels kongsi xinesos que controlaven les mines d'or a l'interior.
L'expansió de Pontianak, amb el suport dels holandesos, va estar marcada per la captura de Sambas al nord de Bugis i la destrucció de Sukadana al sud. Pontianak competeix amb l'estat pirata de Sambas pel control de les capçaleres i de les companyies xineses (kongsi) que operen les mines d'or i de diamants. Aleshores els holandesos es van retirar de Pontianak.

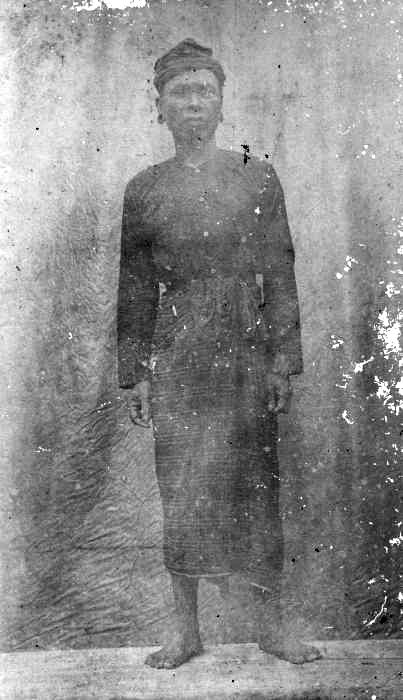
Raden Demang Behe, cap de l’Ot Danum d’Ambalu (Alt Melawi) cap al 1900

### Residència de les Índies Orientals Holandeses

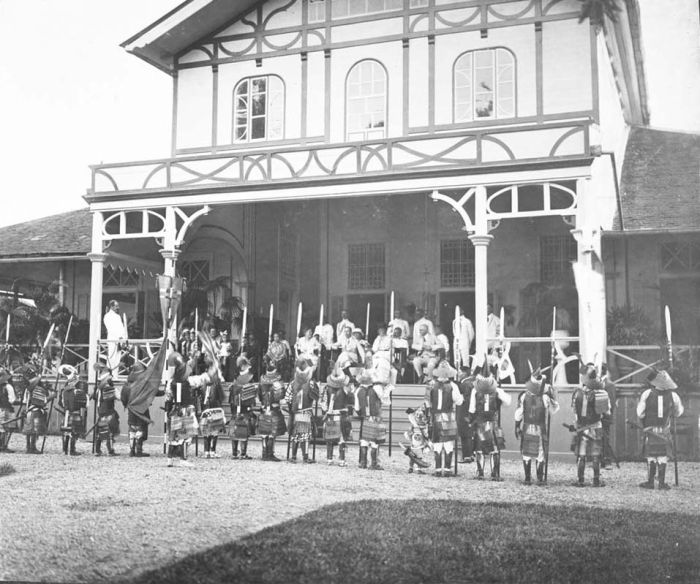
Cerimònia impartida pel resident de Pontianak amb motiu de la visita del governador general Johan-Paul Comte van Limburg Stirum (vers 1920)

L'any 1938, una ordre del governador general de les Índies Holandeses va establir que el territori holandès de Borneo, el govern del qual té la seu a Bandjarmasin, es divideix en Westerafdelingen (divisions administratives, una de les quals és la Westerafdeling Borneo ("Divisió de Borneo Occidental"), dirigit per un resident, amb Pontianak com a capital.
El 1957, el govern d'Indonèsia va aprovar la creació de Kalimantan Oriental com una província separada dins de Kalimantan. La llei que porta aquesta creació també estipula la creació de dues províncies més, Kalimantan del Sud i Kalimantan Oriental.

### El Territori Especial de Kalimantan Occidental
Quan la República dels Estats Units d'Indonèsia es va establir el 14 desembre 1949, el sultà Hamid II de Pontianak era el signatari que representava un "territori especial de Kalimantan Occidental" (Daerah Istimewa Kalimantan Barat) corresponent a la província actual.

República dels Estats Units d'Indonèsia, 14 de desembre de 1949 - 17 d'agost de 1950 (en vermell, República d'Indonèsia pròpiament dita)

Es divideix en kabupaten (departaments):
- Landak

## Turisme
- Pontianak: Les poques curiositats són el Palau Kadariah (Kadri, nom de la línia de sultans) al districte de Kampung Dalam, el museu provincial i el mercat flotant. La platja es troba a Kijing ia l'illa de Temajoh. També hi ha un "Monument de l'Equador" a Pontianak.

- Al poble de Saham, no gaire lluny de Pontianak, hi ha una betana o casa llarga tradicional de Dayak. De 186 m de llargada i 6 m d'amplada, hi habiten prop de 70 persones.

- Pasir Panjang: A 17 km de Singkawang, al departament de Sambas, hi ha la platja de Pasir Panjang, on es pot trobar un allotjament còmode. Als turons sobre Singkawang, Gunung Poteng és un lloc fresc i agradable per als amants de la natura.

- Sambes: Hi ha el palau dels sultans de Sambas, ben conservat, que conté algunes antiguitats.

## Medi ambient

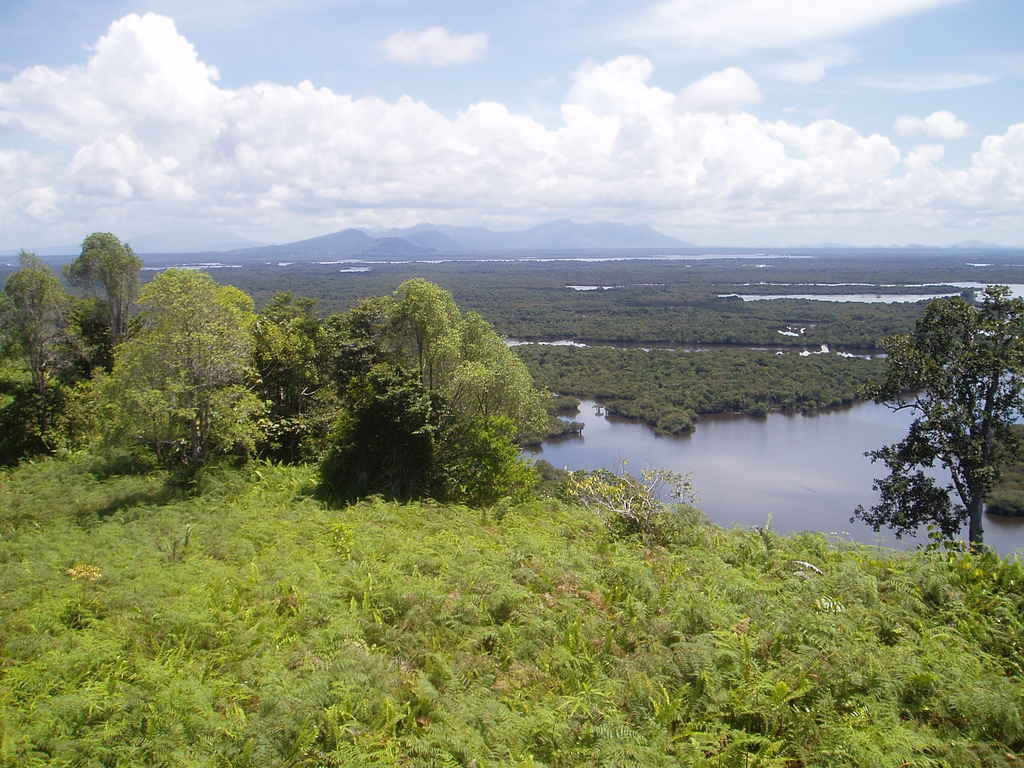
Llac Sentarum

- El parc nacional de Gunung Palung al comtat de Ketapang cobreix regions tant d'aiguamolls com de selves tropicals. És un dels rars llocs on l'orangutan encara viu en estat salvatge.

A la regència de Singkawang, es pot observar la flor gegant de Rafflesia a Raya Pasi.
- El bosc de Sanggau té aigües termals, llacs i coves

- Els boscos de Baning i Kelam es troben al districte de Sintang

- El bosc de Bentuang Karimun i el llac Sentarum es troben a la regència de Kapuas Hulu.